# Радловиці
Радловиці (пол. Radłowice) — село в Польщі, у гміні Доманюв Олавського повіту Нижньосілезького воєводства.
Населення — 87 осіб (2011).
У 1975-1998 роках село належало до Вроцлавського воєводства.

## Демографія
Демографічна структура станом на 31 березня 2011 року:
|          | Загалом | Допрацездатний вік | Працездатний вік | Постпрацездатний вік |
| -------- | ------- | ------------------ | ---------------- | -------------------- |
| Чоловіки | 47      | 11                 | 33               | 3                    |
| Жінки    | 40      | 12                 | 18               | 10                   |
| Разом    | 87      | 23                 | 51               | 13                   |